# To mænd og en ruin
|  | Denne artikel er oprettet af botten PalnaBot ud fra en ekstern database. Den kan derfor have sproglige fejl eller mangler. Denne skabelon kan fjernes efter kontrol af indholdet. |

To mænd og en ruin er en film instrueret af Karen Hatt Olsen, Jesper Lambæk.

## Handling
Historien om den hemmelige pakke, fjernsynsmuren og den hjemlige hygge.